# Canton de Rue
Le canton de Rue est une circonscription électorale française située dans le département de la Somme et la région Hauts-de-France.

## Géographie
Ce canton est organisé à partir de Rue dans l'arrondissement d'Abbeville. 

## Histoire
- De 1833 à 1848, les cantons de Crécy et de Rue avaient le même conseiller général. Le nombre de conseillers généraux était limité à 30 par département.
- Le canton de Rue accorda 36,9 % des suffrages à la liste CPNT lors des élections européennes de 1999, record national.
- Par décret du 26 février 2014, le nombre de cantons du département est divisé par deux, avec mise en application aux élections départementales de mars 2015. Le canton de Rue est conservé et s'agrandit. Il passe de 17 à 55 communes[4].

## Représentation

### Conseillers généraux de 1833 à 2015
| Période | Période          | Identité                                    | Étiquette                   | Qualité                                                             |
| ------- | ---------------- | ------------------------------------------- | --------------------------- | ------------------------------------------------------------------- |
| 1833    | 1846 (démission) | Jean-Baptiste Dupuis                        |                             | Propriétaire - Maire de Gueschart                                   |
| 1846    | 1848             | Amédée Delegorgue                           |                             | Avocat - Maire d'Abbeville (1848-1852)                              |
| 1848    | 1851 (décès)     | Norbert Loisel                              |                             | Notaire, propriétaire, maire de Rue (1830-1851)                     |
| 1851    | 1870             | Raymond Joachim Ambroise Herman d'Hinnisdal |                             | Propriétaire, maire de Regnière-Écluse                              |
| 1871    | 1890 (démission) | Antoine Bétouart                            | Républicain                 | Avocat à Abbeville                                                  |
| 1890    | 1892 (décès)     | Eugène Béthouart                            |                             | Propriétaire-agriculteur, Maire de Rue (1886-1892)                  |
| 1893    | 1925             | Anatole Gosselin                            | RG                          | Notaire - Maire de Rue (1893-1903)                                  |
| 1925    | 1940             | Ernest Dumont                               | RG                          | Imprimeur Maire de Rue (1925-1944 et 1945-1959)                     |
|         |                  |                                             |                             |                                                                     |
| 1945    | 1949             | Gabriel Deray                               | SFIO                        | Instituteur puis Directeur de collège Maire de Rue (1959-1981)      |
| 1949    | 1955             | Gérard Dumont                               | DVD                         | Avocat                                                              |
| 1955    | 1982 (démission) | Gabriel Deray                               | SFIO puis DVG puis UDF-MDSF | Maire de Rue - Conseiller régional, suppléant du député Max Lejeune |
| 1982    | 2004             | Pierre Bamière                              | RPR                         | Directeur d'agence Maire de Regnière-Écluse                         |
| 2004    | 2015             | Jean-Louis Wadoux                           | UMP                         | Agriculteur Maire du Crotoy (1983-2001 et 2008-2014)                |

### Conseillers d'arrondissement (de 1833 à 1940)
| Période                                  | Période              | Identité                                  | Étiquette           | Qualité |
| ---------------------------------------- | -------------------- | ----------------------------------------- | ------------------- | --- |
| 1833                                     | 1842                 | Charles Alphonse Lefebvre de La Houplière |                     | Propriétaire cultivateur à Château-Neuf, maire de Quend                                                                  |
| 1842                                     | 1842 (non acceptant) | Nicolas Antoine Béthouart (1800-1860)     |                     | Propriétaire à Rue |
| 1843                                     | 1864                 | Pierre Paschal Tingry                     |                     | Propriétaire cultivateur, maire de Vercourt                                                                              |
|                                          |                      |                                           |                     | |
| 1886                                     | 1890 (démission)     | Eugène Béthouart (fils de N.A.Béthouart)  |                     | Propriétaire à Rue |
| 1890                                     | 1923 (décès)         | Pierre Tingry                             | RG                  | Agriculteur, maire de Vercourt (1884-1923), Président du Conseil d'arrondissement (1909-1923), suppléant du juge de paix |
| 1923                                     | 1926 (décès)         | Gaston Huré                               | Républicain radical | Agriculteur, maire de Vironchaux                                                                                         |
| 1926                                     | 1939 (décès)         | Eugène Dheilly (1862-1939)                | RG                  | Professeur retraité, adjoint au maire du Crotoy                                                                          |
| 1939                                     | 1940                 | siège vacant                              |                     | Election prévue le 17 septembre 1939, annulée à cause de la guerre                                                       |
| 1940                                     |                      |                                           |                     | Les conseils d'arrondissement ont été suspendus par la loi du 12 octobre 1940 et n'ont jamais été réactivés              |
| Les données manquantes sont à compléter. |                      |                                           |                     | |

### Conseillers départementaux depuis 2015
| Période élective | Période élective | Mandat | Mandat   | Identité        | Nuance | Nuance | Qualité |
| ---------------- | ---------------- | ------ | -------- | --------------- | ------ | ------ | --- |
| 2015             | 2021             | 2015   | 2021     | Claude Hertault |        | UDI    | Agriculteur, maire de Nampont (2001 → 2020) Président de la CC Authie-Maye (2015 → 2016) Président de la CC Ponthieu-Marquenterre (2017 → ) |
| 2015             | 2021             | 2015   | 2021     | Jocelyne Martin |        | UDI    | Retraitée du secteur privé Première adjointe ( ? → 2020) puis maire (2020 → ) de Saint-Riquier                                              |
| 2021             | 2028             | 2021   | en cours | Claude Hertault |        | UDI    | Conseiller sortant |
| 2021             | 2028             | 2021   | en cours | Jocelyne Martin |        | UDI    | Conseillère sortante |

### Résultats détaillés

#### Élections de juin 2021
Le premier tour des élections départementales de 2021 est marqué par un très faible taux de participation (33,26 % au niveau national). Dans le canton de Rue, ce taux de participation est de 41,26 % (8 279 votants sur 20 067 inscrits) contre 36,82 % au niveau départemental. À l'issue de ce premier tour, deux binômes sont en ballottage : Claude Hertault et Jocelyne Martin (Union au centre et à droite, 50,98 %) et Philippe Monnier et Nathalie Ribeiro-Billet (ED, 31,34 %).
Le second tour des élections est marqué une nouvelle fois par une abstention massive équivalente au premier tour. Les taux de participation sont de 34,36 % au niveau national, 36,7 % dans le département et 41,93 % dans le canton de Rue. Claude Hertault et Jocelyne Martin (Union au centre et à droite) sont élus avec 65,83 % des suffrages exprimés (5 008 voix pour 8 414 votants et 20 066 inscrits),,.

#### Élections

##### 2015
| Candidats            | Candidats        | Partis      | Partis      | Premier tour | Premier tour | Second tour | Second tour |
| Candidats            | Candidats        | Partis      | Partis      | Voix         | %            | Voix        | %           |
| -------------------- | ---------------- | ----------- | ----------- | ------------ | ------------ | ----------- | ----------- |
| 1                    | Patricia Chagnon |             | FN          | 4 658        | 41,85        | 4 811       | 43,65       |
| 1                    | Gérard Gayet     |             | FN          | 4 658        | 41,85        | 4 811       | 43,65       |
| 2                    | Claude Hertault  |             | UDI         | 4 642        | 41,70        | 6 211       | 56,35       |
| 2                    | Jocelyne Martin  |             | UDI         | 4 642        | 41,70        | 6 211       | 56,35       |
| 3                    | Pierre Brissy    |             | PS          | 1 831        | 16,45        |             |             |
| 3                    | Marlene Dupuis   |             | PS          | 1 831        | 16,45        |             |             |
|                      |                  |             |             |              |              |             |             |
| Inscrits             | Inscrits         | Inscrits    | Inscrits    | 20 343       | 100,00       | 20 343      | 100,00      |
| Abstentions          | Abstentions      | Abstentions | Abstentions | 8 539        | 41,98        | 8 397       | 41,28       |
| Votants              | Votants          | Votants     | Votants     | 11 804       | 58,02        | 11 946      | 58,72       |
| Blancs               | Blancs           | Blancs      | Blancs      | 458          | 3,88         | 634         | 5,31        |
| Nuls                 | Nuls             | Nuls        | Nuls        | 215          | 1,82         | 290         | 2,43        |
| Exprimés             | Exprimés         | Exprimés    | Exprimés    | 11 131       | 94,30        | 11 022      | 92,27       |
| * conseiller sortant |                  |             |             |              |              |             |             |

## Composition

### Composition avant 2015

Situation du canton de Rue dans le département de la Somme avant 2015.

Le canton de Rue regroupait 17 communes.
| Nom                       | Code Insee | Codepostal | Superficie (km2) | Population (dernière pop. légale) | Densité (hab./km2) |
| ------------------------- | ---------- | ---------- | ---------------- | --------------------------------- | ------------------ |
| Rue (chef-lieu)           | 80688      | 80120      | 29,06            | 3 121 (2012)                      | 107                |
| Argoules                  | 80025      | 80120      | 9,45             | 326 (2012)                        | 34                 |
| Arry                      | 80030      | 80120      | 7,34             | 196 (2012)                        | 27                 |
| Bernay-en-Ponthieu        | 80087      | 80120      | 9,97             | 235 (2012)                        | 24                 |
| Le Crotoy                 | 80228      | 80550      | 16,32            | 2 138 (2012)                      | 131                |
| Favières                  | 80303      | 80120      | 12,62            | 462 (2012)                        | 37                 |
| Fort-Mahon-Plage          | 80333      | 80120      | 13,04            | 1 234 (2012)                      | 95                 |
| Machiel                   | 80496      | 80150      | 6,61             | 177 (2012)                        | 27                 |
| Machy                     | 80497      | 80150      | 3,29             | 128 (2012)                        | 39                 |
| Nampont                   | 80580      | 80120      | 19,39            | 239 (2012)                        | 12                 |
| Quend                     | 80649      | 80120      | 37,78            | 1 398 (2012)                      | 37                 |
| Regnière-Écluse           | 80665      | 80120      | 9,54             | 133 (2012)                        | 14                 |
| Saint-Quentin-en-Tourmont | 80713      | 80120      | 32,89            | 309 (2012)                        | 9,4                |
| Vercourt                  | 80787      | 80120      | 4,67             | 103 (2012)                        | 22                 |
| Villers-sur-Authie        | 80806      | 80120      | 12,01            | 433 (2012)                        | 36                 |
| Vironchaux                | 80808      | 80150      | 16,14            | 443 (2012)                        | 27                 |
| Vron                      | 80815      | 80120      | 20,67            | 844 (2012)                        | 41                 |

### Composition depuis 2015
Le canton de Rue regroupe désormais 55 communes, il s'est vu ajouter les communes de l'ancien canton de Crécy-en-Ponthieu et de l'ancien canton d'Ailly-le-Haut-Clocher.
| Nom                         | Code Insee | Intercommunalité         | Superficie (km2) | Population (dernière pop. légale) | Densité (hab./km2) | Modifier                                    |
| --------------------------- | ---------- | ------------------------ | ---------------- | --------------------------------- | ------------------ | ------------------------------------------- |
| Rue (bureau centralisateur) | 80688      | CC Ponthieu-Marquenterre | 29,06            | 3 050 (2022)                      | 105                | modifier les données · modifier les données |
| Ailly-le-Haut-Clocher       | 80009      | CC Ponthieu-Marquenterre | 10,81            | 1 021 (2022)                      | 94                 | modifier les données · modifier les données |
| Argoules                    | 80025      | CC Ponthieu-Marquenterre | 9,45             | 324 (2022)                        | 34                 | modifier les données · modifier les données |
| Arry                        | 80030      | CC Ponthieu-Marquenterre | 7,34             | 218 (2022)                        | 30                 | modifier les données · modifier les données |
| Bernay-en-Ponthieu          | 80087      | CC Ponthieu-Marquenterre | 9,97             | 240 (2022)                        | 24                 | modifier les données · modifier les données |
| Le Boisle                   | 80109      | CC Ponthieu-Marquenterre | 11,68            | 330 (2022)                        | 28                 | modifier les données · modifier les données |
| Boufflers                   | 80118      | CC Ponthieu-Marquenterre | 5,62             | 115 (2022)                        | 20                 | modifier les données · modifier les données |
| Brailly-Cornehotte          | 80133      | CC Ponthieu-Marquenterre | 11,50            | 214 (2022)                        | 19                 | modifier les données · modifier les données |
| Brucamps                    | 80145      | CC Ponthieu-Marquenterre | 6,37             | 150 (2022)                        | 24                 | modifier les données · modifier les données |
| Buigny-l'Abbé               | 80147      | CC Ponthieu-Marquenterre | 7,22             | 337 (2022)                        | 47                 | modifier les données · modifier les données |
| Bussus-lès-Yaucourt         | 80155      | CC Ponthieu-Marquenterre | 15,19            | 553 (2022)                        | 36                 | modifier les données · modifier les données |
| Cocquerel                   | 80200      | CC Ponthieu-Marquenterre | 9,54             | 219 (2022)                        | 23                 | modifier les données · modifier les données |
| Coulonvillers               | 80215      | CC Ponthieu-Marquenterre | 9,47             | 207 (2022)                        | 22                 | modifier les données · modifier les données |
| Cramont                     | 80221      | CC Ponthieu-Marquenterre | 9,56             | 304 (2022)                        | 32                 | modifier les données · modifier les données |
| Crécy-en-Ponthieu           | 80222      | CC Ponthieu-Marquenterre | 56,55            | 1 352 (2022)                      | 24                 | modifier les données · modifier les données |
| Le Crotoy                   | 80228      | CC Ponthieu-Marquenterre | 16,32            | 1 965 (2022)                      | 120                | modifier les données · modifier les données |
| Dominois                    | 80244      | CC Ponthieu-Marquenterre | 6,15             | 170 (2022)                        | 28                 | modifier les données · modifier les données |
| Dompierre-sur-Authie        | 80248      | CC Ponthieu-Marquenterre | 22,73            | 423 (2022)                        | 19                 | modifier les données · modifier les données |
| Domqueur                    | 80249      | CC Ponthieu-Marquenterre | 8,37             | 305 (2022)                        | 36                 | modifier les données · modifier les données |
| Ergnies                     | 80281      | CC Ponthieu-Marquenterre | 1,96             | 164 (2022)                        | 84                 | modifier les données · modifier les données |
| Estrées-lès-Crécy           | 80290      | CC Ponthieu-Marquenterre | 11,19            | 397 (2022)                        | 35                 | modifier les données · modifier les données |
| Favières                    | 80303      | CC Ponthieu-Marquenterre | 12,62            | 454 (2022)                        | 36                 | modifier les données · modifier les données |
| Fontaine-sur-Maye           | 80327      | CC Ponthieu-Marquenterre | 5,67             | 159 (2022)                        | 28                 | modifier les données · modifier les données |
| Fort-Mahon-Plage            | 80333      | CC Ponthieu-Marquenterre | 13,04            | 1 328 (2022)                      | 102                | modifier les données · modifier les données |
| Francières                  | 80344      | CC Ponthieu-Marquenterre | 5,81             | 172 (2022)                        | 30                 | modifier les données · modifier les données |
| Froyelles                   | 80371      | CC Ponthieu-Marquenterre | 2,79             | 94 (2022)                         | 34                 | modifier les données · modifier les données |
| Gorenflos                   | 80380      | CC Ponthieu-Marquenterre | 6,17             | 236 (2022)                        | 38                 | modifier les données · modifier les données |
| Gueschart                   | 80396      | CC Ponthieu-Marquenterre | 12,89            | 368 (2022)                        | 29                 | modifier les données · modifier les données |
| Ligescourt                  | 80477      | CC Ponthieu-Marquenterre | 5,12             | 222 (2022)                        | 43                 | modifier les données · modifier les données |
| Long                        | 80486      | CC Ponthieu-Marquenterre | 9,19             | 599 (2022)                        | 65                 | modifier les données · modifier les données |
| Machiel                     | 80496      | CC Ponthieu-Marquenterre | 6,61             | 151 (2022)                        | 23                 | modifier les données · modifier les données |
| Machy                       | 80497      | CC Ponthieu-Marquenterre | 3,29             | 118 (2022)                        | 36                 | modifier les données · modifier les données |
| Maison-Ponthieu             | 80501      | CC Ponthieu-Marquenterre | 10,95            | 285 (2022)                        | 26                 | modifier les données · modifier les données |
| Maison-Roland               | 80502      | CC Ponthieu-Marquenterre | 4,91             | 98 (2022)                         | 20                 | modifier les données · modifier les données |
| Mesnil-Domqueur             | 80537      | CC Ponthieu-Marquenterre | 3,49             | 89 (2022)                         | 26                 | modifier les données · modifier les données |
| Mouflers                    | 80574      | CC Ponthieu-Marquenterre | 3,53             | 96 (2022)                         | 27                 | modifier les données · modifier les données |
| Nampont                     | 80580      | CC Ponthieu-Marquenterre | 19,39            | 265 (2022)                        | 14                 | modifier les données · modifier les données |
| Neuilly-le-Dien             | 80589      | CC Ponthieu-Marquenterre | 4,90             | 103 (2022)                        | 21                 | modifier les données · modifier les données |
| Noyelles-en-Chaussée        | 80599      | CC Ponthieu-Marquenterre | 10,47            | 243 (2022)                        | 23                 | modifier les données · modifier les données |
| Oneux                       | 80609      | CC Ponthieu-Marquenterre | 12,49            | 445 (2022)                        | 36                 | modifier les données · modifier les données |
| Ponches-Estruval            | 80631      | CC Ponthieu-Marquenterre | 7,04             | 117 (2022)                        | 17                 | modifier les données · modifier les données |
| Pont-Remy                   | 80635      | CC Ponthieu-Marquenterre | 9,93             | 1 467 (2022)                      | 148                | modifier les données · modifier les données |
| Quend                       | 80649      | CC Ponthieu-Marquenterre | 37,78            | 1 280 (2022)                      | 34                 | modifier les données · modifier les données |
| Regnière-Écluse             | 80665      | CC Ponthieu-Marquenterre | 9,54             | 130 (2022)                        | 14                 | modifier les données · modifier les données |
| Saint-Quentin-en-Tourmont   | 80713      | CC Ponthieu-Marquenterre | 32,89            | 295 (2022)                        | 9,0                | modifier les données · modifier les données |
| Saint-Riquier               | 80716      | CC Ponthieu-Marquenterre | 14,48            | 1 268 (2022)                      | 88                 | modifier les données · modifier les données |
| Vercourt                    | 80787      | CC Ponthieu-Marquenterre | 4,67             | 97 (2022)                         | 21                 | modifier les données · modifier les données |
| Villers-sous-Ailly          | 80804      | CC Ponthieu-Marquenterre | 6,26             | 174 (2022)                        | 28                 | modifier les données · modifier les données |
| Villers-sur-Authie          | 80806      | CC Ponthieu-Marquenterre | 12,01            | 460 (2022)                        | 38                 | modifier les données · modifier les données |
| Vironchaux                  | 80808      | CC Ponthieu-Marquenterre | 16,14            | 507 (2022)                        | 31                 | modifier les données · modifier les données |
| Vitz-sur-Authie             | 80810      | CC du Ternois            | 4,66             | 135 (2022)                        | 29                 | modifier les données · modifier les données |
| Vron                        | 80815      | CC Ponthieu-Marquenterre | 20,67            | 835 (2022)                        | 40                 | modifier les données · modifier les données |
| Yvrench                     | 80832      | CC Ponthieu-Marquenterre | 9,29             | 298 (2022)                        | 32                 | modifier les données · modifier les données |
| Yvrencheux                  | 80833      | CC Ponthieu-Marquenterre | 6,01             | 126 (2022)                        | 21                 | modifier les données · modifier les données |
| Canton de Rue               | 8023       |                          | 620,75           | 24 772 (2022)                     | 40                 | modifier les données                        |

## Démographie

### Démographie avant 2015
| 1962   | 1968   | 1975   | 1982   | 1990   | 1999   | 2006   | 2011   | 2012   |
| ------ | ------ | ------ | ------ | ------ | ------ | ------ | ------ | ------ |
| 12 147 | 11 816 | 11 836 | 11 538 | 11 315 | 11 480 | 12 029 | 11 984 | 11 919 |

### Démographie depuis 2015
En 2022, le canton comptait 24 772 habitants, en évolution de −0,77 % par rapport à 2016 (Somme : −1,26 %, France hors Mayotte : +2,11 %).
| 2013   | 2018   | 2022   |
| ------ | ------ | ------ |
| 25 098 | 24 900 | 24 772 |